# Armando Gravina
Armando Gravina (San Severo, 24 dicembre 1937) è un archeologo e paletnologo italiano.

## Biografia
Armando Gravina è uno studioso del Neolitico e dell'età dei Metalli che ha focalizzato fin dai primi anni '70 la sua attività di ricercatore nel Gargano, nella Valle del Fortore e nel Tavoliere foggiano.
Collaboratore Cattedra di Paletnologia Istituto Civiltà Preclassiche dell'Università degli Studi “Aldo Moro” di Bari dell'Università degli Studi “La Sapienza” di Roma.
È socio ordinario dell’Istituto Italiano di Preistoria e Protostoria e della Delegazione della Società di Storia Patria per la Puglia. È stato ideatore, organizzatore e membro del Comitato Scientifico dei 43 Convegni Nazionali sulla Preistoria, Protostoria e Storia della Daunia, che tuttora con cadenza annuale hanno luogo nella città di San Severo dal 1979, ed è stato curatore della quasi totalità dei 53 volumi dei relativi Atti. È autore di numerose pubblicazioni edite in riviste scientifiche, quali: Bullettino di Paletnologia Italiana; Rivista di Scienze Preistoriche; Riunioni Scientifiche dell'Istituto Italiano di Preistoria e Protostoria; Atti della Società Toscana di Scienze Naturali; Origini; Taras, Rivista di Archeologia; La Capitanata;  Rassegna di Studi Dauni;  Mediteranéè.

## Seminari e convegni
Armando Gravina ha presentato interventi e comunicazioni in decine di convegni e seminari di carattere nazionale ed internazionale:
- Forme e tempi della Neolitizzazione in Italia Meridionale e in Sicilia, Seminario Internazionale di Rossano Calabro 1994;
- Atti del XIII International Congress of Prehistoric and Protohistoric Sciences (UISPP), The Bronze Age in Europe and the Meditterranean (vol. 4), Forlì 8-14 settembre 1996;
- L'Antica età del Bronzo, Congresso di Viareggio 1995-96;
- L’età del Bronzo Recente in Italia: L’Italia meridionale, Relazione Generale, Atti del Congresso Nazionale (assieme a D. Marino, M. Pacciarelli, A.M. Tunzi Sisto) 26-29 ottobre 2000;
- Il Pieno sviluppo del Neolitico in Italia. Finale Ligure 2009.;
- The coastal of Tavoliere and Fortore River, in Quaternary Coastal Morphology and Sea Level Changes, Final Conference, Puglia 2003 Otranto/Taranto 22-28 settembre 2003;
- L'Archeologia dell'Adriatico, Convegno internazionale dalla preistoria al Medioevo, Ravenna 2001;
- European Association of Archeologist, Third Annual Meeting, Ravenna ,Italy 1997;
- L'Arte rupestre dell'età dei Metalli della penisola italiana, Pisa 2015;
- IFRAO 2018, International Rock Art Congress (sez. H2) Rock Art in Italian peninsula and Islands.

## Contributo scientifico
L'interesse delle sue indagini è la topografia preistorica. Con le sue ricerche ha contribuito ad innovare la precedente teoria sulla funzione dei fossati negli insediamenti del Neolitico Antico, mettendo in relazione queste strutture alle caratteristiche geologiche dell'immediato sottosuolo e collegando nella maggior parte dei casi la loro presenza alla ricchezza delle acque freatiche, per cui la loro funzione prevalente era quella della raccolta delle acque piuttosto che del loro drenaggio.
La capillare conoscenza del territorio e la collocazione topografica dei siti del tardo Neolitico Medio e Recente gli hanno consentito di proporre una nuova lettura, inedita in campo nazionale, del popolamento neolitico che dal V millennio appare distribuito prevalentemente su piccoli rilievi, in prossimità del mare, dei corsi d'acqua e delle relative vallate, presentando un nuovo quadro insediamentale, difforme dalla vecchia tesi della desertificazione del territorio.
Con numerosi contributi e comunicazioni in convegni e seminari, ha posto all'attenzione del mondo scientifico la grande valenza nel corso della preistoria e della protostoria della valle del Fortore, quale via di collegamento fra il mare Adriatico e l'area tirrenica, aggiungendo questo itinerario, fino ad allora inedito, a quello dell'Ofanto, conosciuto dalla prima metà del XX secolo.
Ha dedicato numerosi lavori al popolamento del Gargano, definendo in modo esaustivo un inedito assetto insediativo del Neolitico Antico, Medio e Recente, dell'età del Rame e dell'età del Bronzo. In modo specifico ha messo in rilievo l'intensità dell'occupazione del territorio nel corso dell'età del Rame, lungo la costa settentrionale adriatica e, sul versante meridionale, lungo la sponda sinistra del fiume Candelaro. In quest'ultimo comprensorio ha evidenziato le prime forme di frequentazione delle vallate che dal Candelaro portano all'area centrale del Promontorio, dando luogo ad uno schema di base dell'uso globale del territorio, che sarà implementato e reso capillare nel corso della prima e media età del Bronzo. 
Ha tenuto conferenze sulle ricerche effettuate presso Enti e Istituti Culturali italiani ed europei. È un punto di riferimento per i ricercatori che lavorano nella Daunia. Ha profuso la sua attività nella valorizzazione del patrimonio e dei beni culturali presenti nel territorio, pubblicando sul sito dell'Università di Foggia Laboratorio di Archeologia Digitale l'intera serie dei Convegni sulla Preistoria, Protostoria e Storia della Daunia denominata "Atti Daunia". 